# Interior gateway protocol
Pour les articles homonymes, voir IGP.
Un Interior gateway protocol (IGP) est un protocole de routage utilisé dans les systèmes autonomes. 

## Objectifs
Le rôle d'un IGP est :
- d'établir les routes optimales entre un point du réseau et toutes les destinations disponibles d'un système autonome ;
- d'éviter les boucles ;
- en cas de modification de topologie (déconnexion d'un lien physique, arrêt d'un routeur), d'assurer la convergence du réseau (c'est-à-dire le rétablissement de la connectivité optimale sans boucle) dans les plus brefs délais.

Le but de l'IGP est de permettre aux routeurs du système autonome de communiquer entre eux pour monter des sessions iBGP (afin d'échanger les routes clientes et externes). Il sert donc au fonctionnement de l'infrastructure elle-même.

## Protocoles
On distingue généralement :
- les protocoles de routage à états de lien (link state protocols) qui établissent des tables de voisinage, et emploient l'algorithme de Dijkstra pour calculer les meilleures routes,
- les protocoles de routage à vecteur de distance (distance vector protocols),
- les protocoles hybrides, qui ont des caractéristiques des deux premiers.

Une autre caractéristique importante des protocoles est le support pour la taille variable des masques réseau, indispensable pour les réseaux actuels, la notion de classe de réseau étant obsolète (ainsi RIPv1 et IGRP sont obsolètes).
|          | Link State  | Distance vector | Hybride |
| VLSM     | IS-IS, OSPF | RIPv2           | EIGRP   |
| Classful |             | IGRP, RIPv1     |         |
| -------- | ----------- | --------------- | ------- |

IGRP et EIGRP sont des protocoles propriétaires Cisco.
| Link State    | Distance vector |
| IS-IS, OSPFv3 | RIPng           |
| ------------- | --------------- |

Note : OSPFv3 est désormais capable de router IPv4 depuis la RFC 5430, sous réserve qu'IPv6 soit également activé.
Les IGP que l'on rencontre actuellement sont principalement OSPF et IS-IS ; EIGRP est également utilisé sur des réseaux d'entreprises n'utilisant que du matériel Cisco.

## Autres usages
Certains IGP peuvent être détournés de leur fonction première de protocole de routage interne, et être utilisés pour du routage PE-CE (entre routeurs Provider Edge - Customer Edge), c'est-à-dire dans le cadre d'une livraison de service par un fournisseur à un client qui n'utiliserait pas un protocole de routage externe (à savoir BGP). OSPF et EIGRP peuvent être ainsi mis en œuvre, et RIP reste utilisé dans ce contexte.